# Cordyline congesta
Cordyline congesta là một loài thực vật có hoa trong họ Măng tây. Loài này được Robert Sweet mô tả khoa học đầu tiên năm 1827 dưới danh pháp Charlwoodia congesta. Năm 1840 Ernst Gottlieb von Steudel chuyển nó sang chi Cordyline.